# Dorfstraße 10 (Untermaschwitz)

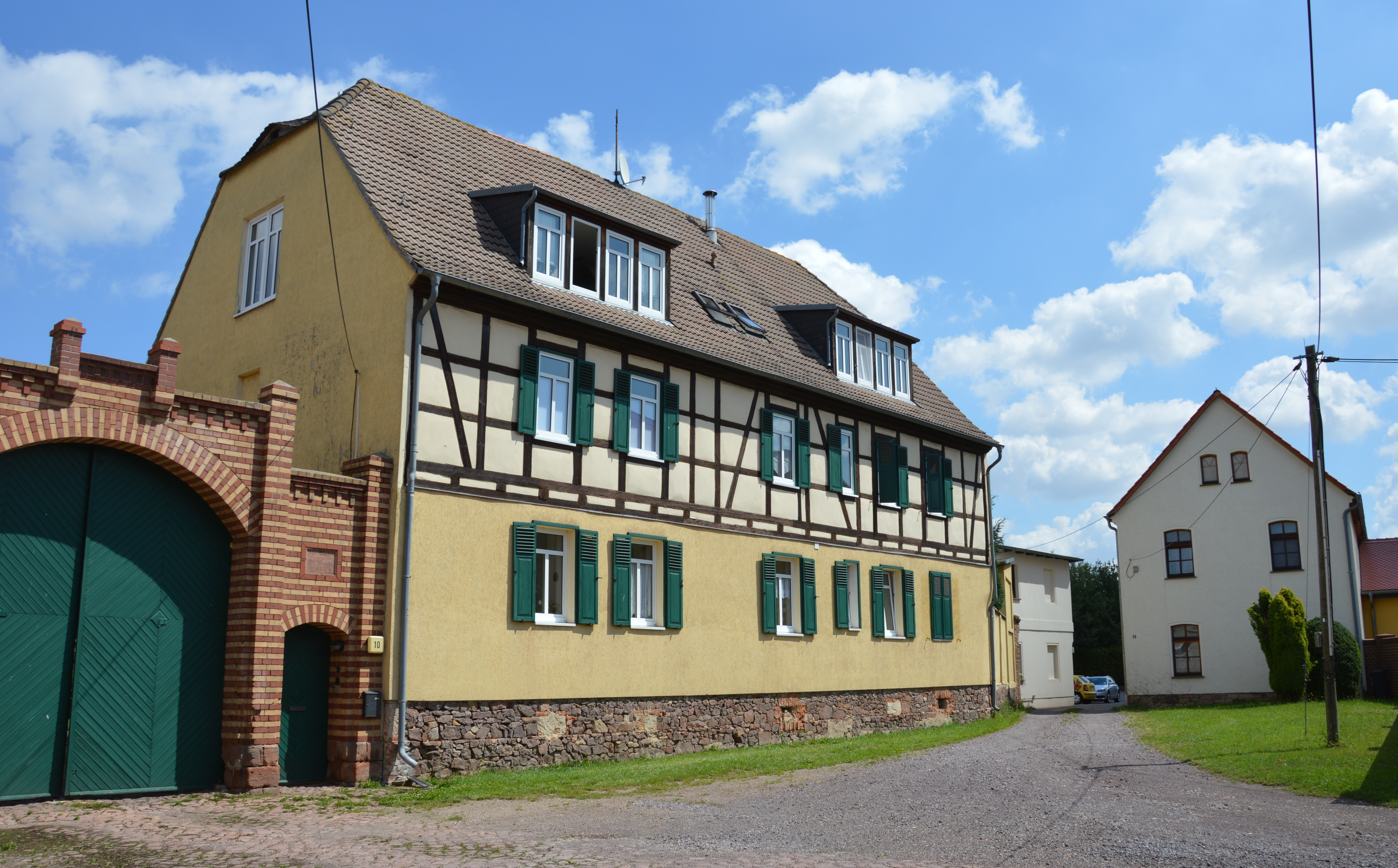
Haus Dorfstraße 10

Das Haus Dorfstraße 10 ist ein denkmalgeschütztes Gebäude im zur Stadt Landsberg gehörenden Dorf Untermaschwitz in Sachsen-Anhalt.

## Architektur und Geschichte
Das in der Ortsmitte befindliche Haus ist das Wohnhaus eines großen Gehöfts. Es befindet sich an der Südseite des Hofs und ist traufständig zur Straße ausgerichtet. Westlich an das Gebäude grenzt eine Toranlage. Rechts neben der großen Hofeinfahrt besteht eine kleine Personenpforte. Oberhalb der Pforte befindet sich inschriftlich die auf das Baujahr des Hauses verweisende Jahreszahl 1888. Bedeckt ist das zweigeschossige Haus mit einem Krüppelwalmdach. Das Obergeschoss ist in Fachwerkbauweise errichtet.
Im örtlichen Denkmalverzeichnis ist das Wohnhaus unter der Erfassungsnummer 094 55331 als Baudenkmal eingetragen.